# مجد مستوره
مَجد مستوره (عربی: مجد مستورة، انگلیسی: Majd Mastoura)؛ بازیگر اهل تونس است. او در شصت و ششمین جشنواره بین‌المللی فیلم برلین، جایزهٔ خرس نقره‌ای بهترین بازیگر مرد را از سوی هیئت داوران برای بازی در فیلم هادی دریافت کرد.

## گزیده فیلم‌شناسی
- بیدون ۲ به کارگردانی جیلانی سعدی، ۲۰۱۴[۵][۶]
- هادی به کارگردانی محمد بن عطیه، ۲۰۱۶